# Lliura palestina
La lliura palestina (en anglès Palestine pound; en àrab جُنَيْه فِلَسْطَينِيّ, junaia filistiní; en hebreu פונט פלשתינאי, funt palestinaí, o לירה ארץ ישראל, lira eretz-yisraelit) va ser la unitat monetària del Mandat Britànic de Palestina entre el 1927 i el 1948. Es dividia en 1.000 mils (en àrab مِل, en hebreu מִיל). També va ser la moneda de Transjordània fins al 1949 i de Cisjordània fins al 1950.

## Història
Fins al 1918, la regió coneguda com a Palestina era part integrant de l'Imperi Otomà i feia servir la moneda turca. Quan es va establir el Mandat Britànic de Palestina, també hi va circular la lliura egípcia fins al 1927, en què es va introduir una moneda pròpia de l'entitat autònoma, amb el mateix valor que la lliura esterlina, emesa per l'Institut Monetari Palestí (Palestine Currency Board). El maig del 1948 va expirar el mandat britànic i la regió es va dividir en diversos territoris: l'Estat d'Israel, el Regne Haiximita de Jordània, la Cisjordània i la Franja de Gaza.
A Israel la lliura israeliana va substituir la lliura palestina en termes paritaris (1:1). De fet, la lliura palestina va subsistir a Israel fins al 1952, emesa pel Banc Anglopalestí (Anglo-Palestine Bank) en comptes del precedent Institut Monetari Palestí, i amb el mateix nom en anglès i àrab però reanomenada «lliura de la Terra d'Israel» (לירה ארץ ישראל, lira Eretz-Yisraelit) en hebreu. Quan el 1952 el Banc Anglopalestí va esdevenir el Banc Nacional d'Israel (בנק לאומי לישראל, Bank Leumi Le-Yisrael), la lira fou anomenada definitivament lira israeliana (לירה ישראלית, lira yisraelit en hebreu; جنيه إسرائيلي, junaia israïlí en àrab). A partir del 1954 fou emesa pel Banc d'Israel (בנק ישראל, Bank Yisrael).

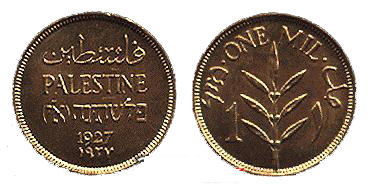
Un mil, la moneda fraccionària de menor valor, del 1927

A Jordània, fou reemplaçada pel dinar jordà el 1949, també en termes paritaris. Aquell any, Jordània es va annexionar la Cisjordània, però la lliura palestina hi va continuar circulant fins al 1950. El dinar jordà encara és moneda de curs legal a Cisjordània juntament amb la moneda israeliana.
A la Franja de Gaza, la lliura palestina hi va circular fins a l'abril del 1951, quan fou substituïda per la lliura egípcia, tres anys després que l'exèrcit egipci hagués pres el control del territori. Avui dia, els habitants de la Franja fan servir majoritàriament la moneda israeliana.

## Monedes i bitllets
En el moment de la seva substitució per la lliura israeliana, en circulaven monedes d'1, 2, 5, 10, 20, 50 i 100 mils i bitllets de 500 mils i d'1, 5, 10, 50 i 100 lliures.